# آلکساندرا فیودوروفنا، ملکه روسیه
آلکساندرا فیودوروفنا (با نام کامل: آلیکس ویکتوریا هلنا لوئیز بئاتریس؛ ۶ ژوئن ۱۸۷۲ – ۱۷ ژوئیهٔ ۱۹۱۸) همسر نیکلای دوم آخرین امپراتور امپراتوری روسیه بود.
مادر شاهدخت آلکساندرا، شاهدخت آلیس پادشاهی متحده اصالتی انگلیسی و پدرش، لودویگ چهارم، دوک بزرگ هسن اصالتی آلمانی داشتند؛ شاهدخت آلکساندرا ششمین فرزند از هفت فرزند این زن و شوهر به شمار می‌رفت. مادربزرگ مادری شاهدخت آلکساندرا ملکه ویکتوریا بود.